# Euro-kartoenale Kruishoutem
De Euro-kartoenale Kruishoutem is een tweejaarlijkse cartoonwedstrijd die behoort tot de top 5 van de belangrijkste cartoonwedstrijden van de wereld. Samen met Knokke-Heist, Bordighera (Italië) en Gabrovo (Bulgarije) is het ook een van de oudste cartoonfestivals.

## Historie
De Euro-kartoenale Kruishoutem is een van de oudste cartoonwedstrijden van de wereld en heeft in de internationale cartoonwereld een stevige reputatie uitgebouwd sinds het ontstaan in 1978.

### De jaren zeventig - de aanloop
De Euro-kartoenale is ontstaan in 1978 waarbij enkele enthousiaste cartoonliefhebbers een  cartoontentoonstelling organiseerden, toen nog zonder competitiekarakter of zonder opgelegd thema.
In 1979 werd de eerste echte cartoonale ingericht. Deze wedstrijd was enkel voorbehouden voor Vlaamse tekenaars. Thema : "Kip en Ei"

### De jaren tachtig - start Euro-kartoenale
In 1981 werd de eigenlijke “Euro-kartoenale” gelanceerd met hetzelfde thema als de Vlaamse wedstrijd uit 1979: "Kip en Ei". 
Voor 1983 wilden de organisatoren het thema eveneens laten verband houden met de agrarische gemeente die Kruishoutem is: "Land- en Tuinbouw".
1985 werd voor de “Euro-kartoenale” de definitieve doorbraak in het internationaal cartoonwereldje. Het aantal deelnemers verdrievoudigde en de pers besteedde nationale aandacht aan de wedstrijd. Thema van dat jaar was "Het troeteldier".
1987: thema : "Luchtvaart"
In 1989 werd "Het weer" als thema gekozen. In 1991 werd een nieuwe top bereikt wat betreft het aantal deelnemers en het aantal ingezonden tekeningen. 

### De jaren negentig - de bevestiging
In de jaren negentig stonden de thema's 'magie', 'geld', 'energie' en 'reiskoffers' centraal.

### De 21ste eeuw
Voor 2001 dienden de tekenaars inspiratie te zoeken in de “Supermarkt”. 
2003 werd een speciale editie: Vrijheid was een politiek geïnspireerd thema waar heel veel reactie op gekomen is.
De editie 2005 kreeg als thema 'De Huisschilder'.
Net geen 1000 cartoonisten uit 85 landen lieten zich in 2007 verleiden tot het thema 'Sloten en Sleutels'. Hiermee staat de Euro-kartoenale Kruishoutem aan de absolute wereldtop qua cartoonwedstrijden.  
Naast de tweejaarlijkse wedstrijd zijn de organisatoren eveneens gestart met een Europees Cartoon Centrum dat de cartoon als kunstvorm wil promoten en een studie- en informatiecentrum voor de cartoon inhoudt.

## Prijzen 2003 - Thema 'Vrijheid'
- 1° Jurij Kosobukin (Oekraïne)
- 2° Dachuan Xia (China)
- 3° Wei Tie Sheng (China)
- Prijs Europese Unie: Michael Kountouris (Griekenland)
- Beste Belgische inzending: Luc Vermeersch (België)
- FECO-prijs: Barlomiej Kuznicki (Polen)
- Kever-Prijs: Luc Vernimmen (België)

Eervolle vermeldingen waren er voor: Arkady Tzykun (Israël) en Masoud Ziaei Zardkhashoei (Iran).

## Prijzen 2005 - Thema 'De Huisschilder'
- 1° Luc Vermeersch (België)
- 2° Tony Houbrechts (België)
- 3° Yu Liang (China)
- Prijs Europese Unie: January Misiak (Polen)
- Prijs Gemeente Kruishoutem: Goderis Ludo (België)
- FECO-prijs: Michael Kountouris (Griekenland)
- KEVER-prijs: Vernimmen Luc (België)

Eervolle vermeldingen waren er voor Agim Sulaj (Italië), Ivailo Tsvetkov (Bulgarije), Neil Distington (Engeland), Yu Xian Yao (China) en Gong Yunfei (China).

## Prijzen 2007 - Thema 'Sloten en Sleutels'
- 1° Zang Jia Xue (België)
- 2° Luc Vernimmen (België)
- 3° Pol Leurs (Luxemburg)
- Prijs Europese Unie: Agim Sulaj (Italië)
- Beste Belgische Inzending: Goderis Ludo (België)
- KEVER-prijs: Alphons Vos(België)
- Cover-award: Constantin Ciosu (Roemenië)

## Prijzen 2009 - Thema 'Zand,kiezel en grind'
- 1° Alessandro Gatto(Italië)
- 2° Pawel Kuczynski (Polen)
- 3° Stefaan Provijn (België)
- Beste Europese inzending: Ross Thompson (Groot-Brittannïe)
- Beste Belgische inzending: Norbert Van Yperzeele
- Prijs van het ECC: Rumen Dragostinov - (Bulgarije)
- Prijs van de inwoners van Kruishoutem: Sagar Shirguppi - (Indië)
- Prijs van de beste jongere: Romy Puttevils

## Prijzen 2011 - Thema 'Schoenen'
- 1° Alessandro Gatto(Italië)
- 2° Pol Leurs (Luxemburg)
- 3° Agim Sulaj(Italië)
- Beste Europese inzending:  Zygmunt Zaradkiewicz (Polen)
- Beste Belgische inzending: Constantin Sunnerberg
- Prijs van het ECC: Ross Thomson (Groot-Brittannïe)
- Prijs van de inwoners van Kruishoutem: Grigori Katz - (Israël)
- Cover award: Angel Ramiro Zapata Mora (Colombia)

## Prijzen 2013 - Thema 'De Fiets'
- 1° Mohsen Asadi - Iran
- 2° Constantin Pavel - Roemenië
- 3° Ross Thomson - Groot-Brittannïe

## Prijzen 2015 - Thema  'Bodemverontreiniging en -sanering'
- 1° Pawel Kuczynski - Polen
- 2° Marco D'Agostino - Italië
- 3° Paolo Dalponte - Italië

## Prijzen 2017
- 1° Peter Nieuwendijk - Nederland
- 2° Jean-Loïc Belom - Frankrijk
- 3° Joao Bosco de Azevedo - Brazilië
- Beste inzending uit de Europese Unie voor Marilena Nardi uit Italië
- Beste Belgische inzending Jean-Claude Salemi
- Eervolle vermeldingen voor Saman Torabi uit Iran en Stefaan Provijn uit Sint-Martens-Latem.